# Джермейн Тейлор (боксер)
Джермейн Тейлор (англ. Jermain Taylor; 11 серпня 1978, Літл-Рок, Арканзас) — американський професійний боксер, призер Олімпійських ігор, чемпіон світу за версіями WBC (2005—2007), IBF (2005, 2014—2015), WBA (2005—2006), WBO (2005—2007) у середній вазі.
Перший і єдиний станом на 2022 рік боксер, який завоював 4 чемпіонських титули основних версій в одному бою.

## Аматорська кар'єра
На Іграх доброї волі 1998 програв у півфіналі Гайдарбеку Гайдарбекову (Росія) і отримав бронзову медаль.
На Олімпійських іграх 2000 завоював бронзову медаль.
- В 1/16 фіналу переміг Дмитра Усагіна (Болгарія) — RSC
- В 1/8 фіналу переміг Скотта Макінтоша (Канада) — 23-9
- У чвертьфіналі переміг Аднана Чатича (Німеччина) — 19-14
- У півфіналі програв Єрмахану Ібраїмову (Казахстан) — RSC

## Професіональна кар'єра
2001 року Джермейн Тейлор дебютував на професійному рингу.

### Джермейн Тейлор проти Бернарда Гопкінса
Маючи рекорд 24-0, 16 липня 2005 року Джермейн Тейлор вийшов на бій проти абсолютного чемпіона світу у середній вазі Бернарда Гопкінса (США). Гопкінс вступив у бій, маючи 20 успішних захистів звання чемпіона і не маючи поразок впродовж 12 останніх років. Обидва боксера були дуже обережними під час бою, жоден з них не йшов на серйозний ризик. Тейлор виграв бій розділеним рішенням суддів — 115-113 (двічі) і 112-116 і став новим абсолютним чемпіоном світу у середній вазі.
3 грудня 2005 року відбувся бій-реванш, заради якого Джермейн Тейлор відмовився від звання чемпіона за версією IBF, тож на кону бою були титули WBC, WBA і WBO. Гопкінс знов повільно розпочав поєдинок, нарощуючи тиск по ходу бою, а Тейлор постійно турбував ексчемпіона джебом. За одностайним рішенням суддів — 115–113 (тричі) перемогу знов святкував Тейлор.

### Джермейн Тейлор проти Келлі Павліка
Після бою-реваншу з Гопкінсом Тейлор відмовився ще й від титулу WBA, провівши три успішних захиста титулів WBC і WBO, а 29 вересня 2007 року вийшов на бій проти Келлі Павліка (США). У другому раунді чемпіон надіслав претендента в нокдаун, але добити не встиг. Бій і надалі проходив з перевагою Тейлора, але наприкінці сьомого раунду Павлік провів серію влучних ударів, які збили Тейлора з ніг. Рефері зупинив бій, Тейлор зазнав першої поразки технічним нокаутом, втративши титули чемпіона.
16 лютого 2008 року відбувся бій-реванш Тейлор — Павлік, в якому перемогу одностайним рішенням знов здобув Павлік.

### Джермейн Тейлор проти Карла Фроча
Після реваншу з Павліком Тейлор вирішив перейти до другої середньої ваги і, здобувши перемогу над Джеффом Лейсі (США), 25 квітня 2009 року вийшов на бій проти чемпіона світу за версією WBC у другій середній вазі британця Карла Фроча. Тейлор вдало розпочав бій і в третьому раунді надіслав Фроча у перший в його кар'єрі нокдаун, але в останньому раунді британець доніс цілу серію ударів, за кілька секунд до закінчення часу бою здобувши перемогу технічним нокаутом.

### Джермейн Тейлор проти Сема Солімана
4 жовтня 2014 року Джермейн Тейлор, по ходу бою чотири рази надсилаючи суперника в нокдаун, здобув одностайним рішенням перемогу над австралійцем Семом Соліманом, відібравши у нього звання чемпіона світу за версією IBF у середній вазі. Тейлор став дворазовим чемпіоном світу, але не провів жодного захисту вдруге завойованого титулу IBF через серйозні проблеми з законом, отримавши звинувачення за кількома статтями. Тож IBF 2015 року позбавила Тейлора звання чемпіона через неможливість проводити захисти.